# كريستيان اوفيلار
كريستيان اوفيلار (بالإسبانية: Christian Ovelar) هو لاعب كرة قدم ومدرب كرة قدم باراغواياني في مركز الهجوم، ولد في 18 يناير 1985 في سيوداد ديل استي في باراغواي. شارك مع منتخب باراغواي لكرة القدم. أما مع النوادي، فقد لعب مع أوليمبيا أسونسيون وسبورتيفو لوكوينو ونادي أولاريا أتلتيكو ونادي خورخي ويلسترمان ونادي ميلوناريوس.

## وصلات خارجية
- كريستيان اوفيلار على موقع قاعدة بيانات كرة القدم.إي يو (الإنجليزية)
- كريستيان اوفيلار على موقع ناشيونال فوتبول تيمز (الإنجليزية)
- كريستيان اوفيلار على موقع Soccerway.com (الإنجليزية)